# Krzysztof Maurin
Krzysztof Maurin (ur. 14 lipca 1923 w Warszawie, zm. 14 stycznia 2017 tamże) – polski naukowiec: matematyk, fizyk matematyczny i filozof.

## Młodość i edukacja
Urodził się 14 lipca 1923 w Warszawie, w rodzinie luterańskiej. Jego ojciec był inżynierem chemikiem, a matka posiadała rozległe zainteresowania humanistyczne. W 1924 przeniósł się z rodzicami do Kalisza, gdzie spędził młodość.
W czasie II wojny światowej początkowo uczył się i pracował w garbarni w Kaliszu. Unikając wcielenia do Wehrmachtu i wysłania na front wschodni, ukrywał się w Warszawie, pod pseudonimem Michał Mazur. Maturę zdał w czasie okupacji na tajnych kompletach (1942) i rozpoczął studia na tajnym Wydziale Matematyki, Fizyki i Chemii Uniwersytetu Warszawskiego, które ukończył już po wojnie w 1947.

## Działalność naukowa
Po ukończeniu studiów został asystentem na Wydziale Matematyki i Fizyki Uniwersytetu Warszawskiego. Doktoryzował się u prof. Stanisława Mazura w 1951 na podstawie pracy O samosprzężonych równaniach eliptycznych drugiego rzędu i pewnych układach równań eliptycznych. Habilitował się w 1958, w 1962 został mianowany profesorem nadzwyczajnym, a w 1969 profesorem zwyczajnym. Stworzył Katedrę Metod Matematycznych Fizyki na Wydziale Fizyki Uniwersytetu Warszawskiego i był po wojnie kontynuatorem warszawskiej szkoły matematycznej. Specjalista w zakresie teorii reprezentacji grup i przestrzeni Hilberta; autor szeroko znanych, pionierskich w obszarze polskojęzycznym monografii. Od początku lat 70. prowadził na UW seminarium „Systemy otwarte”, na którym gościło wielu wybitnych uczonych i myślicieli z Polski i zagranicy (wśród nich niemiecki fizyk Carl Friedrich von Weizsäcker, którego prace prof. Maurin tłumaczył na język polski). Profesury gościnne na wielu uniwersytetach europejskich, m.in. w Niemczech, Francji, Włoszech, Szwecji i Szwajcarii. W latach 80. był też zapraszany z wykładami na papieskie seminaria w Castel Gandolfo.
Autor popularnego trzytomowego podręcznika akademickiego Analiza, wydawanego nakładem wydawnictwa PWN. Członek Towarzystwa Naukowego Warszawskiego. W 1960 otrzymał Nagrodę im. Stefana Banacha.
Opublikował ponad sto artykułów naukowych. Oprócz matematyki i fizyki Maurin zajmował się także filozofią i teologią. W swoich pracach przedstawiał własne idee na temat głębokich związków między matematyką, filozofią i teologią. W latach 60. i 70. publikował w miesięczniku Znak pod pseudonimem Michał Mazur. W latach 90. zasiadał w radach naukowych pism Gnosis oraz Albo albo. Związany był z kręgiem skupionym w Komorowie wokół Roberta Waltera. Wysoko cenił twórczość Martina Bubera, Viktora Frankla, Rudolfa Bultmanna, Karla Jaspersa, Gershoma Scholema, Raimona Panikkara, Jana Pawła II, Karla Löwitha, Rudolfa Otto, Waltera F. Otto, Carla Gustava Junga, Paula Tillicha, Henry’ego Corbina, Friedricha Weinreba, Rudolfa Steinera, Jerzego Prokopiuka, Jeana Gebsera oraz Leopolda Zieglera.

## Publikacje
- Analysis. Parts I-III, D. Reidel – PWN, Dordrecht – Warszawa 1980.
- Analiza. Cz. I. – Elementy (Biblioteka Matematyczna, t. 69), PWN, Warszawa 1991 (wyd. 5 zm., adaptował i fragmenty z wyd. ang. przeł.: T. Szapiro).
- Analiza. Cz. II. – Ogólne struktury, funkcje algebraiczne, całkowanie, analiza tensorowa (Biblioteka Matematyczna, t. 70), PWN, Warszawa 1991 (wyd. 2 zm.).
- Analiza. Cz. III. – Analiza zespolona, dystrybucje, analiza harmoniczna (Biblioteka Matematyczna, t. 71), PWN, Warszawa 1991 (z wyd. ang. przeł. T. Szapiro).
- General Eigenfunction Expansions and Unitary Representations of Topological Groups (Monografie Matematyczne, t. 48), PWN, Warszawa 1968.
- Metody przestrzeni Hilberta, PWN, Warszawa 1959 (1 wyd.).
- Methods of Hilbert Spaces (Monografie Matematyczne, t. 45), PWN, Warszawa 1972 (2nd rev. ed., transl. from Polish by A. Alexiewicz & W. Zawadowski).
- The Riemann Legacy: Riemannian Ideas in Mathematics and Physics, Kluwer Academic, Boston 1997, ISBN 0-7923-4636-X.
- Słowo wstępne, [w:] Carl F. von Weizsäcker, Jedność przyrody, wybór i tłum.: K. Maurin, PIW, Warszawa 1978 (s. 5–28).
- Narodziny integralnej świadomości. Refleksja nad dziełem Jeana Gebsera, „Literatura na Świecie”, 1982, nr 3–4 (128/129), s. 74–93.
- Matematyka jako język i sztuka, [w:] S. Nowak (red.), Wizje człowieka i społeczeństwa w teoriach i badaniach naukowych, PWN, Warszawa 1984 (s. 253–278), ISBN 83-01-05077-2.
- Logos (Język) i jego rola kosmotwórcza, [w:] J. A. Janik, P. Lenartowicz SJ (red.), Nauka – Religia – Dzieje. VI Seminarium interdyscyplinarne w Castel Gandolfo, 6-8 sierpnia 1986, Wydział Filozoficzny Towarzystwa Jezusowego, Kraków 1988 (s. 120–182); dyskusja do wykładu: s. 242–247.
- Matematyka a fizyka, Warszawa 2010, PWN, ISBN 978-83-01-16256-6.

## Miejsce spoczynku
Zmarł w Warszawie. Jego prochy spoczęły obok prochów żony Lidii z d. Kępkowicz (1926–2011) w grobie na cmentarzu w Sobieniach-Jeziorach k. Garwolina (kwatera C-16-7).

## Ordery i odznaczenia
- Krzyż Komandorski Orderu Odrodzenia Polski (pośmiertnie, 2017)[12]

- Medal 10-lecia Polski Ludowej (22 lipca 1955)[13]